# Marion Barons
Marion Barons byl profesionální americký klub ledního hokeje, který sídlil v Marionu ve státě Ohio. V letech 1953–1954 působil v profesionální soutěži International Hockey League. Barons ve své poslední sezóně v IHL skončily ve čtvrtfinále play-off. Své domácí zápasy odehrával v hale Veterans Memorial Coliseum s kapacitou 3 200 diváků.

## Přehled ligové účasti
Zdroj: 
- 1953–1954: International Hockey League